# 16e Satellite Awards
De uitreiking van de 16e Satellite Awards, waarbij prijzen werden uitgereikt in verschillende categorieën voor film en televisie uit het jaar 2011, vond plaats in Los Angeles op zondag 18 december 2011.

## Film

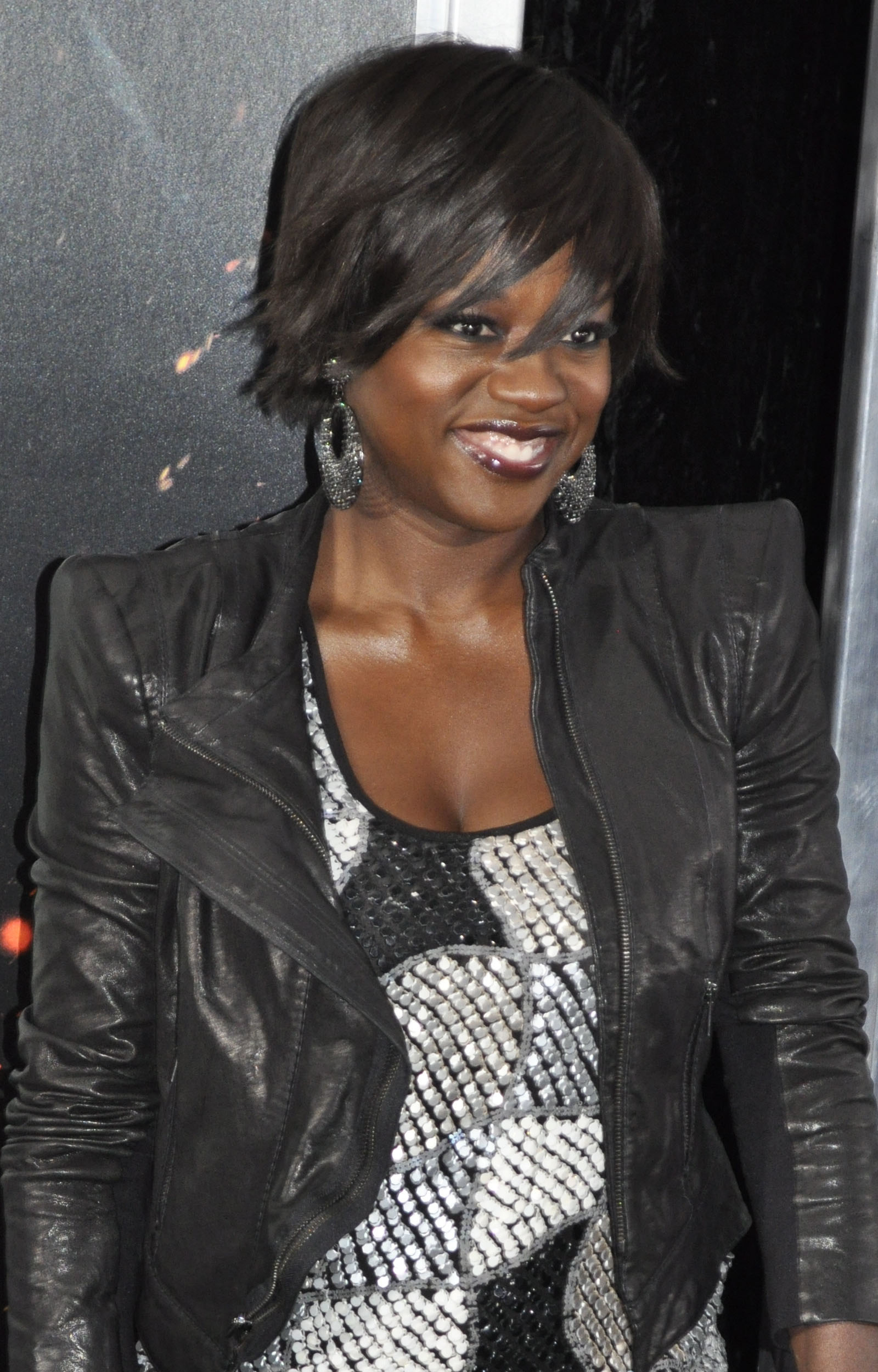
Viola Davis (The Help), winnaar beste actrice

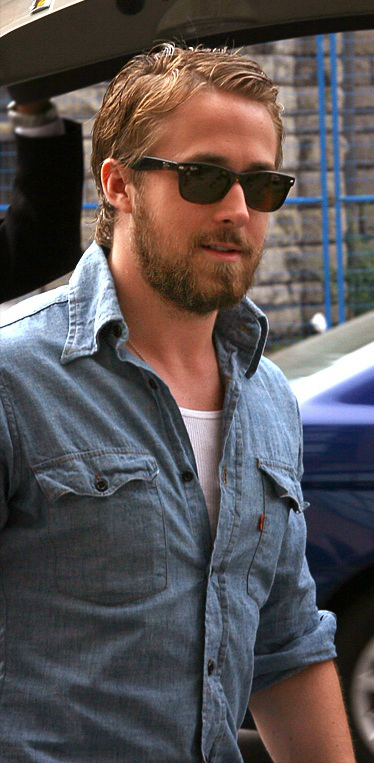
Ryan Gosling (Drive), winnaar beste acteur

De nominaties werden bekendgemaakt op 1 december 2011.

### Beste film
- The Descendants
  - Moneyball
  - Drive
  - The Artist
  - Shame
  - Tinker Tailor Soldier Spy
  - Hugo
  - War Horse
  - The Help
  - Midnight in Paris

### Beste actrice
- Viola Davis - The Help
  - Vera Farmiga - Higher Ground
  - Michelle Williams - My Week with Marilyn
  - Emily Watson - Oranges and Sunshine
  - Charlize Theron - Young Adult
  - Glenn Close - Albert Nobbs
  - Olivia Colman - Tyrannosaur
  - Michelle Yeoh - The Lady
  - Elizabeth Olsen - Martha Marcy May Marlene
  - Meryl Streep - The Iron Lady

### Beste acteur
- Ryan Gosling - Drive
  - Leonardo DiCaprio - J. Edgar
  - Michael Fassbender - Shame
  - George Clooney - The Descendants
  - Brendan Gleeson - The Guard
  - Michael Shannon - Take Shelter
  - Tom Hardy - Warrior
  - Woody Harrelson - Rampart
  - Gary Oldman - Tinker Tailor Soldier Spy
  - Brad Pitt - Moneyball

### Beste actrice in een bijrol
- Jessica Chastain - The Tree of Life
  - Janet McTeer - Albert Nobbs
  - Octavia Spencer - The Help
  - Vanessa Redgrave - Coriolanus
  - Rachel McAdams - Midnight in Paris
  - Lisa Feret - Nannerl, la sœur de Mozart
  - Judy Greer - The Descendants
  - Kate Winslet - Carnage
  - Elle Fanning - Super 8

### Beste acteur in een bijrol
- Albert Brooks - Drive
  - Viggo Mortensen - A Dangerous Method
  - Hugo Weaving - Oranges and Sunshine
  - Kenneth Branagh - My Week with Marilyn
  - Colin Farrell - Horrible Bosses
  - Andy Serkis - Rise of the Planet of the Apes
  - Nick Nolte - Warrior
  - Jonah Hill - Moneyball
  - Christopher Plummer - Beginners
  - Christoph Waltz - Carnage

### Beste niet-Engelstalige film
- Mistérios de Lisboa (Portugal)
  - Miss Bala (Mexico)
  - A Separation (Iran)
  - Le gamin au vélo (België)
  - A torinói ló (Hongarije)
  - Las Acacias (Argentinië)
  - 13 Assassins (Japan)
  - Nannerl, la sœur de Mozart (Frankrijk)
  - Le Havre (Finland)
  - Faust (Rusland)

### Beste geanimeerde of mixed media film
- The Adventures of Tintin: The Secret of the Unicorn
  - Kung Fu Panda 2
  - The Muppets
  - Puss in Boots
  - Rio

### Beste documentaire
- Senna
  - Project Nim
  - The Interrupters
  - American: The Bill Hicks Story
  - My Perestroika
  - Cave of Forgotten Dreams
  - Under Fire: Journalists in Combat
  - One Lucky Elephant
  - Pina
  - Tabloid

### Beste regisseur
- Nicolas Winding Refn - Drive
  - Tate Taylor - The Help
  - Alexander Payne - The Descendants
  - Steven Spielberg - War Horse
  - Martin Scorsese - Hugo
  - John Michael McDonagh - The Guard
  - Tomas Alfredson - Tinker Tailor Soldier Spy
  - Woody Allen - Midnight in Paris
  - Steve McQueen - Shame

### Beste origineel script
- Terrence Malick - The Tree of Life
  - John Michael McDonagh - The Guard
  - Abi Morgan & Steve McQueen - Shame
  - Rene Feret - Nannerl, la sœur de Mozart
  - Paddy Considine - Tyrannosaur
  - Michel Hazanavicius - The Artist

### Beste bewerkte script
- The Descendants
  - The Help
  - War Horse
  - Albert Nobbs
  - The Adventures of Tintin: The Secret of the Unicorn
  - Moneyball

### Beste soundtrack
- Marco Beltrami - Soul Surfer
  - Michael Giacchino - Super 8
  - Cliff Martinez - Drive
  - Alexandre Desplat - Harry Potter en de Relieken van de Dood deel 2
  - John Williams - War Horse
  - James Newton Howard - Water for Elephants

### Beste filmsong
- Lay Your Head Down - Albert Nobbs
  - Man Or Muppet - The Muppets
  - Gathering Stories - We Bought a Zoo
  - Hello Hello - Gnomeo & Juliet
  - Life Is A Happy Song - The Muppets
  - Bridge Of Light - Happy Feet Two

### Beste cinematografie
- Janusz Kaminski - War Horse
  - Bruno Delbonnel - Faust
  - Emmanuel Lubezki - The Tree of Life
  - Newton Thomas Sigel - Drive
  - Guillaume Schiffman - The Artist
  - Robert Bridge Richardson - Hugo

### Beste visuele effecten
- Hugo
  - Transformers: Dark of the Moon
  - Super 8
  - Harry Potter en de Relieken van de Dood deel 2
  - War Horse
  - Rise of the Planet of the Apes

### Beste montage
- The Guard
  - War Horse
  - Drive
  - Shame
  - The Descendants
  - Warrior

### Beste geluidseffecten
- Drive
  - The Tree of Life
  - War Horse
  - Transformers: Dark of the Moon
  - Harry Potter en de Relieken van de Dood deel 2

### Beste Art Direction
- The Artist
  - Water for Elephants
  - Anonymous
  - Mistérios de Lisboa
  - Hugo
  - Faust

### Beste kostuums
- Water for Elephants
  - Anonymous
  - Mistérios de Lisboa
  - Jane Eyre
  - The Artist
  - Faust

## Televisie

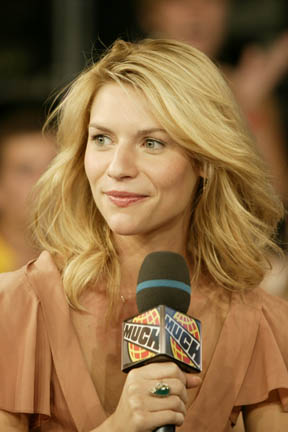
Claire Danes (Homeland), winnaar beste actrice in een dramaserie

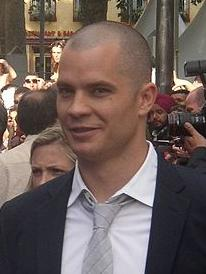
Timothy Olyphant (Justified), winnaar beste acteur in een dramaserie

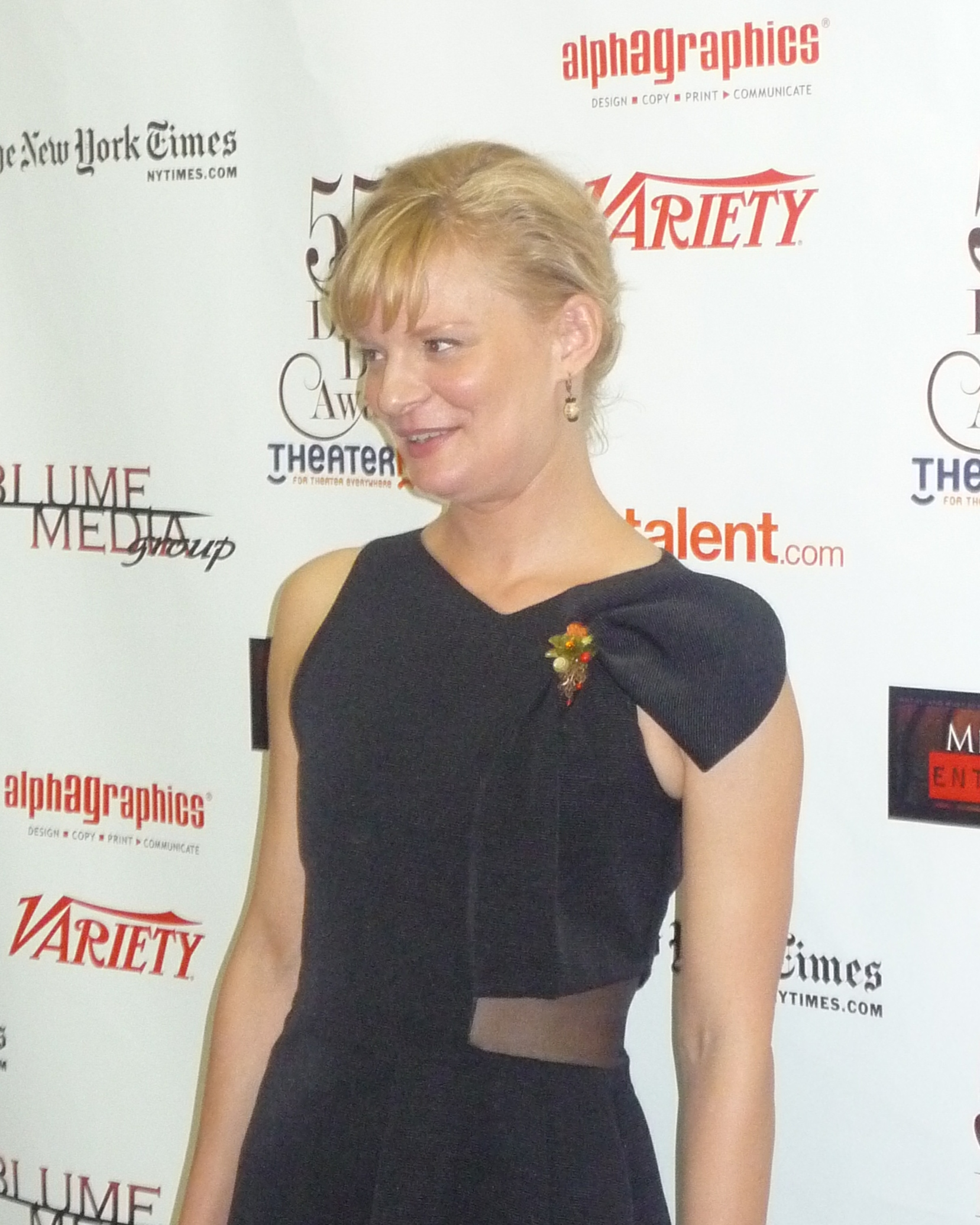
Martha Plimpton (Raising Hope), winnaar beste actrice in een komische of muzikale serie

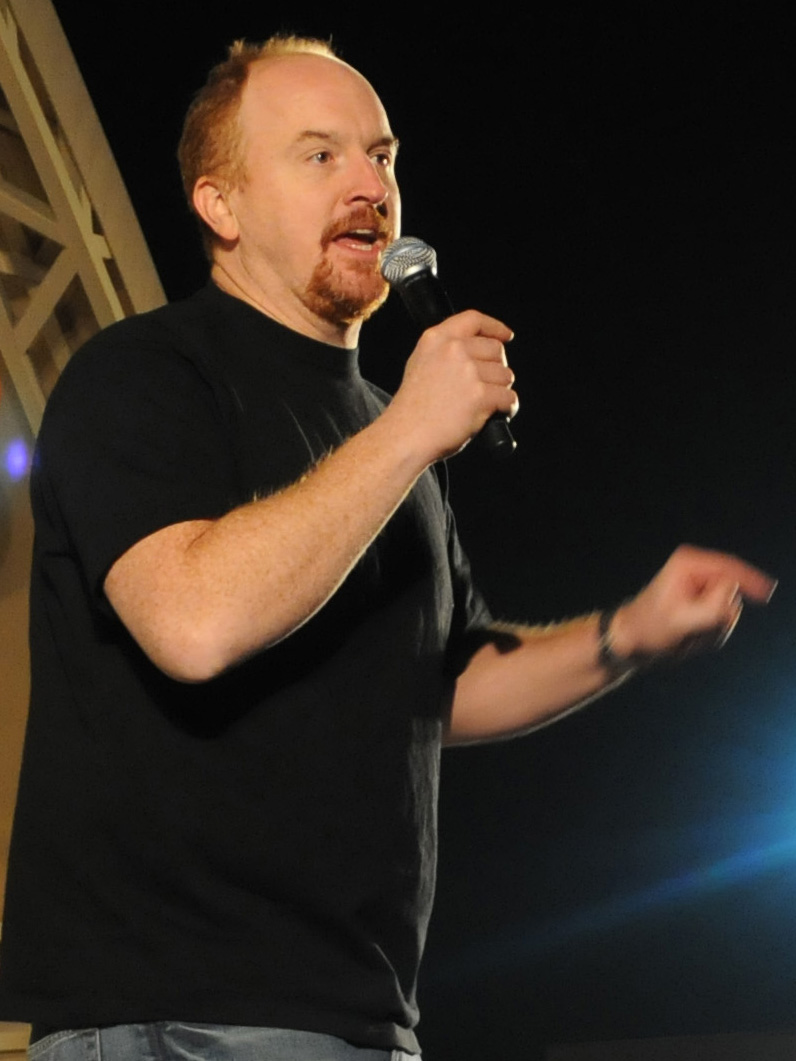
Louis C.K. (Louie), winnaar beste acteur in een komische of muzikale serie

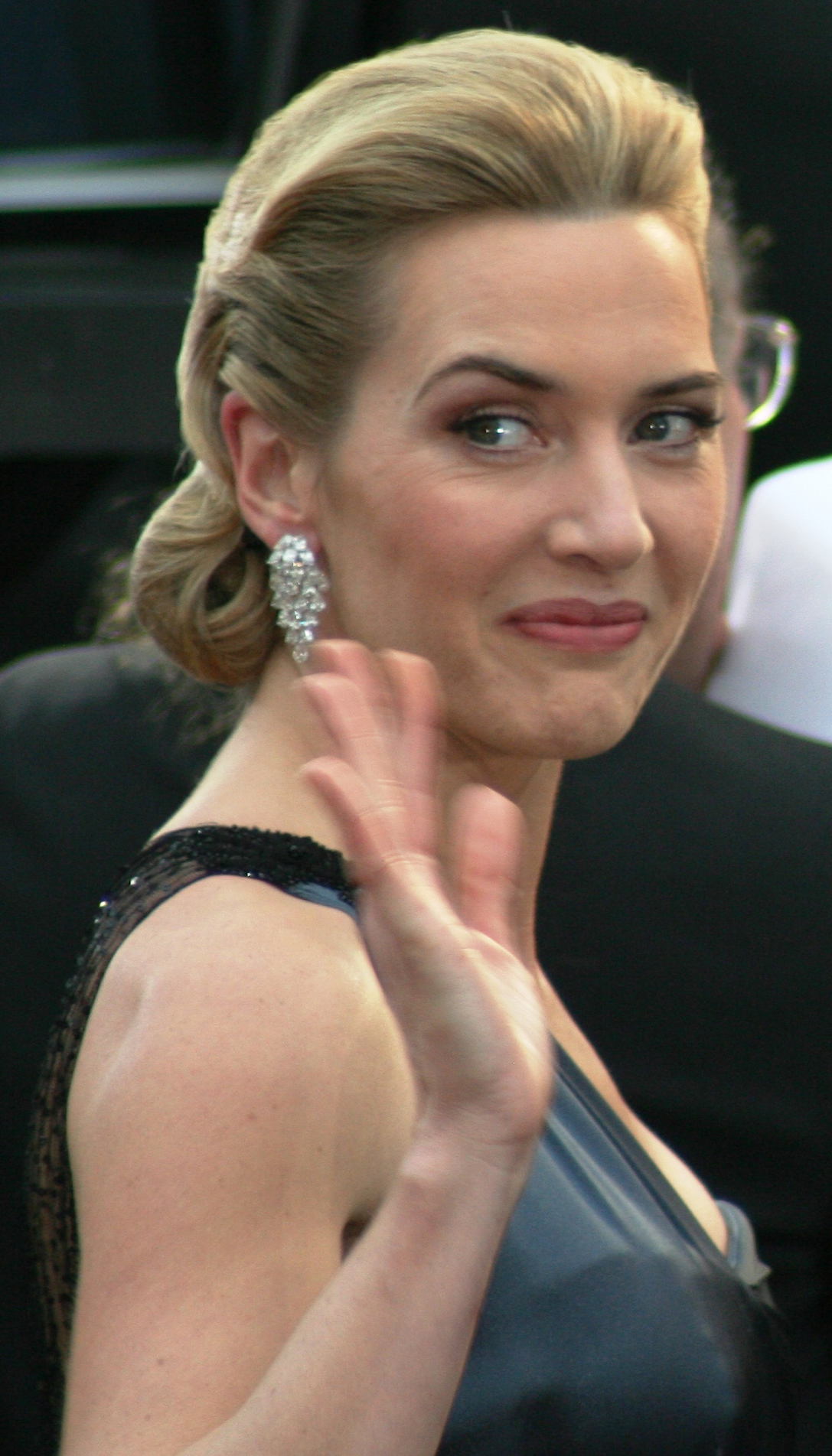
Kate Winslet (Mildred Pierce), winnaar beste actrice in een televisiefilm of miniserie

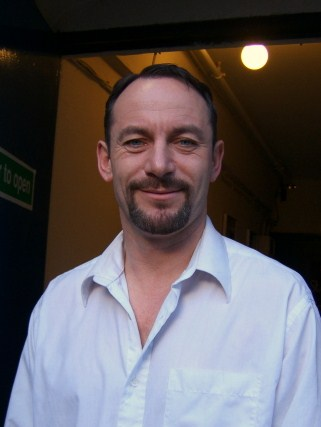
Jason Isaacs (Case Histories), winnaar beste acteur in een televisiefilm of miniserie

### Beste dramaserie
- Justified
  - Boardwalk Empire
  - Treme
  - Sons of Anarchy
  - Breaking Bad
  - Friday Night Lights

### Beste komische of muzikale serie
- It's Always Sunny in Philadelphia
  - Episodes
  - The Big C
  - Modern Family
  - Louie
  - Community

### Beste miniserie of televisiefilm
- Mildred Pierce
  - Cinema Verite
  - Page Eight
  - Thurgood
  - Too Big to Fail
  - Downton Abbey

### Beste genre-serie
- American Horror Story
  - Once Upon a Time
  - True Blood
  - Torchwood
  - Game of Thrones
  - The Walking Dead

### Beste actrice in een dramaserie
- Claire Danes - Homeland
  - Connie Britton - Friday Night Lights
  - Mireille Enos - The Killing
  - Julianna Margulies - The Good Wife
  - Katey Sagal - Sons of Anarchy
  - Eve Myles - Torchwood

### Beste acteur in een dramaserie
- Timothy Olyphant - Justified
  - Wendell Pierce - Treme
  - Kyle Chandler - Friday Night Lights
  - Bryan Cranston - Breaking Bad
  - Steve Buscemi - Boardwalk Empire
  - William H. Macy - Shameless

### Beste actrice in een komische of muzikale serie
- Martha Plimpton - Raising Hope
  - Felicity Huffman - Desperate Housewives
  - Laura Linney - The Big C
  - Melissa McCarthy - Mike & Molly
  - Amy Poehler - Parks and Recreation
  - Zooey Deschanel - New Girl

### Beste acteur in een komische of muzikale serie
- Louis C.K. - Louie
  - Charlie Day - It's Always Sunny in Philadelphia
  - Matt LeBlanc - Episodes
  - Joel McHale - Community
  - Martin Clunes - Doc Martin

### Beste actrice in een televisiefilm of miniserie
- Kate Winslet - Mildred Pierce
  - Taraji P. Henson - Taken From Me: The Tiffany Rubin Story
  - Diane Lane - Cinema Verite
  - Elizabeth McGovern - Downton Abbey
  - Jane Marsh - Upstairs, Downstairs
  - Rachel Weisz - Page Eight

### Beste acteur in een televisiefilm of miniserie
- Jason Isaacs - Case Histories
  - William Hurt - Too Big to Fail
  - Laurence Fishburne - Thurgood
  - Bill Nighy - Page Eight
  - Idris Elba - Luther
  - Hugh Bonneville - Downton Abbey

### Beste actrice in een bijrol in een serie, miniserie of televisiefilm
- Vanessa Williams - Desperate Housewives
  - Maya Rudolph - Up all Night
  - Kelly Macdonald - Boardwalk Empire
  - Sofia Vergara - Modern Family
  - Evan Rachel Wood - Mildred Pierce
  - Michelle Forbes - The Killing
  - Maggie Smith - Downton Abbey

### Beste acteur in een bijrol in een serie, miniserie of televisiefilm
- Ryan Hurst - Sons of Anarchy
- Peter Dinklage - Game of Thrones
  - Walton Goggins - Justified
  - Ty Burrell - Modern Family
  - Donald Glover - Community
  - James Woods - Too Big to Fail
  - Guy Pearce - Mildred Pierce
  - Neil Patrick Harris - How I Met Your Mother